# Колесов, Виктор Семёнович
Виктор Семёнович Колесов (1 мая 1928, Камелик, Самарская губерния — 17 марта 2004, Тольятти, Самарская область) — советский рабочий, Герой Социалистического Труда.

## Биография
Родился в 1 мая 1928 года в селе Камелик. Работал старшим аппаратчиком завода «Синтезкаучук» в Тольятти.
Жил в Тольятти, где и скончался 17 марта 2004 года.

## Награды и звания
- Герой Социалистического Труда (1966, за выдающиеся заслуги в выполнении заданий семилетнего плана и достигнутые высокие технико-экономические показатели).
- орден Ленина (1966).